# Махмудов, Мурад Набиевич
Мурад Набиевич Махмудов (азерб. Murad Nəbiyeviç Mahmudov; 1 мая 1930, Баку — 28 мая 2018, Баку) — советский и азербайджанский учёный, доктор технических наук (1975), профессор, академик Международной Академии Эко-энергетики.

## Биография
Родился в 1930 году в г. Баку.
В 1954—1955 гг. проработал техником, начальником участка на нефтепромыслах треста «Артемнефть».
В 1955 г. окончил с отличием газонефтепромысловый факультет Азербайджанского Индустриального Института (АзИИ) по специальности «Разработка и эксплуатация нефтяных месторождений».
В 1957—1970 гг. проработал начальником научно-исследовательского центра, руководителем отдела проблемных научно-исследовательских работ, проректором по научной части Азербайджанского Института Нефти и Химии (АзИНЕФТЕХИМ).
В 1961 г. защитил кандидатскую диссертацию на тему: «Исследование влияния некоторых факторов на процесс цементирования скважин», а в 1975 г. — докторскую диссертацию на тему: «Некоторые гидравлические проблемы цементирования скважин».
В 1970—1979 гг. — ректор Сумгаитского ВТУЗа, заведующий кафедрой «Механика».
В 1979—1988 гг. — руководитель центра информационно-математического обеспечения НИПИ «Нефтехимавтомат», заведующий лабораторией. Работая в институте, впервые в Азербайджане создал отдел «АСУ бурения». С 1981 по 1985 гг. постановлением совета министров и ГКНТ СССР работал научным руководителем комитета по созданию первого образца АСУТП и АСУ производством на базе производственного объединения «Татнефть». Созданная система была тиражирована во всех нефтяных объектах СССР. Над проблемами АСУТП и АСУ производством под его руководством работало пять Всесоюзных научно-исследовательских института приборостроения и отраслевых министерств.
В 1988—2000 гг. профессор кафедры «Бурение нефтяных и газовых скважин», заведующий кафедрой «Экономика и организация управления производством», декан факультета «Организаторы промышленности», «Международные экономические отношения», генеральный директор Бизнес-Школы Минобразования СССР, Азербайджанской Республики и корпорации IBM (США), профессор кафедры «Экономика и менеджмент в отраслях нефтепереработки и нефтехимии» Азербайджанской Государственной Нефтяной Академии (АГНА). Перестройка экономики республики на рыночные отношения поставила перед высшими учебными заведениями проблему подготовки кадров для новых условий ведения народного хозяйства. М. Н. Махмудов организовал и руководил центром по подготовке, переподготовке и повышению квалификации работников народного хозяйства в области внешнеэкономической деятельности. Он создал в Азербайджанской Государственной Нефтяной Академии факультет «Международные экономические отношения и менеджмент», а также проблемную лабораторию по внешнеэкономическим связям.
В 2002—2003 гг. — ректор филиала Ростовского Государственного Экономического Университета в г. Махачкала Республики Дагестан. Организованный и запущенный Махмудовым М. Н. с «нуля» ВУЗ в настоящее время выпускает специалистов в сфере экономики, менеджмента и юриспруденции.
С 2003—2013 гг. — научный руководитель проблемной лаборатории внешнеэкономических связей АГНА, главный научный сотрудник ГосНИПИ «Гипроморнефтегаз».
Мурад Набиевич Махмудов — видный учёный в области бурения нефтяных и газовых скважин. Область научных исследований включает в себя вопросы крепления и цементирования скважин, гидромеханики в бурении, международных экономических отношений и менеджмента, автоматизации систем управления, математического и информационного обеспечения. Опубликовал свыше 400 научных статей, 12 монографий, ряд методических пособий и руководств, принесшие ему признание как специалисту в области механики сплошных пород. Имеет авторские свидетельства на изобретения. Подготовил 12 кандидатов наук.
Заслуги Махмудова М. Н. и его признание как ведущего специалиста нашло свое отражение и в том, что он являлся председателем совета по присуждению учёных степеней по нефтехимическим и нефтепромысловым специальностям, заместителем председателя научно-технического совета нефтяной и газовой промышленности НТС МВ и СОО СССР, членом научно-технической секции по нефти и газу ГКНТ при совете министров СССР.
В Международной Экоэнергетической Академии Махмудов М. Н. курировал вопросы относящиеся к проблемам геофизики, инженерной геологии, бурения, добычи, переработки нефти и газа, нефтехимии, нефтяного машиностроения, а также руководил работой по разработке механизмов перехода Азербайджанской Республики на рыночные формы хозяйствования и повышения эффективности внешнеэкономической деятельности предприятий и ведомств.
Махмудов М. Н. удостоен звания «Заслуженный учитель Азербайджана»